# Binjamin Ganc
Binjamin „Benny“ Ganc (hebrejsky בנימין „בני“ גנץ‎, Binjamin „Beni“ Ganc, anglicky Benjamin „Benny“ Gantz; * 9. června 1959 Kfar Achim) je izraelský politik a armádní generál ve výslužbě, který v letech 2020–2022 zastával funkci ministra obrany a v letech 2021–2022 byl místopředsedou vlády Naftali Bennetta. Předtím v letech 2020–2021 působil jako alternující předseda vlády.
V letech 2011–2015 působil jako 20. náčelník Generálního štábu Izraelských obranných sil (IOS). V prosinci 2018 vstoupil do politiky založením nové politické strany s názvem Chosen le-Jisra'el. Strana se později spojila s Telem a Ješ atid a vytvořila stranu Kachol lavan.
Od 26. března 2020 do 17. května 2020 byl 17. předsedou Knesetu. Dne 20. dubna 2020 souhlasil se vstupem do rotační vlády s Benjaminem Netanjahuem. Podle podmínek dohody by Ganc zastával funkci alternujícího předsedy vlády a ministra obrany, než by v listopadu 2021 vystřídal Netanjahua ve funkci předsedy vlády. Koalice se však rozpadla, což vedlo k dalším volbám v roce 2021. Jako ministr obrany měl na starosti izraelsko-palestinské střety v Gaze. V červnu 2021 byl znovu jmenován ministrem obrany a stal se místopředsedou vlády, v těchto funkcích působil do prosince 2022. Od října 2023 je ministrem bez portfeje ve vládě B. Netanjahua.

## Biografie
Narodil se v mošavu Kfar Achim a v roce 1977 vstoupil do armády. Rozhodl se stát výsadkářem ve výsadkářské brigádě a v roce 1979 se stal důstojníkem po absolvování důstojnického kurzu. Během své vojenské kariéry zastával řadu různých postů, včetně velitele jednotky Sajeret Šaldag, velitele výsadkářské brigády, velitele záložní divize Severního velitelství, velitele libanonské spojenecké jednotky a velitele divize Judeje a Samaří. V letech 2002 až 2005 byl velitelem Severního velitelství a následně působil až do roku 2009 jako izraelský vojenský attaché ve Spojených státech. V roce 2009 byl jmenován zástupcem náčelníka Generálního štábu, kterým byl do roku 2010. Počátkem roku 2011 byl vládou schválen jako v pořadí dvacátý náčelník Generálního štábu. V únoru 2015 jej ve funkci nahradil jeho zástupce Gadi Eizenkot.
Během své vojenské služby dosáhl řady akademických titulů. Absolvoval izraelskou Command and Headquarters College a National Security College. Získal bakalářské vzdělání v oboru historie na Telavivské univerzitě a magisterské v oboru politologie na Haifské univerzitě. Mimo to též získal magisterské vzdělání na National Defense University ve Spojených státech.

### Politické působení
V prosinci 2018 založil politickou stranu Chosen le-Jisra'el, která v rámci koalice Kachol lavan kandidovala v předčasných parlamentních volbách v dubnu 2019. O půl roku později v dalších předčasných volbách v čele této koalice těsně zvítězil. Nepodařilo se mu však získat dostatečnou podporu poslanců pro sestavení vlády; jelikož se to nepodařilo ani jeho politickému soupeři Netanjahuovi, proběhly v březnu 2020 třetí předčasné volby, ve kterých těsně zvítězil Netanjahu, jeho pravicový blok však nezískal nadpoloviční většinu a sestavením vlády prezident Re'uven Rivlin pověřil na základě doporučení většiny poslanců Gance.
26. března 2020 byl Ganc s podporou Likudu a Netanjahua zvolen předsedou Knesetu; to popudilo jeho koaliční partnery z Kachol lavan Lapida a Ja'alona, kteří ohlásili odchod z koalice. Ganc a Netanjahu se pak dohodli na vzniku společné vlády, ve které Ganc získal post ministra obrany a „alternujícího premiéra“. Dle dohody by měl vystřídat Netanjahua v pozici premiéra k 17. listopadu 2021.